# Showtime h.21.30
Showtime h.21.30 è un DVD live di Max Pezzali, pubblicato nel 2008. Contiene 5 tracce live e 4 video del cantante pavese.

## Tracce
1. Lo strano percorso (Live)
2. Gli anni (Live)
3. Come mai (Live)
4. Sei fantastica (Live)
5. Sei un mito (Live)
6. Torno subito (Video)
7. Sei fantastica (Video)
8. Mezzo pieno o mezzo vuoto (Video)
9. Ritornerò (Video)